# Ferber Ferenc
Ferber Ferenc (1790 körül vagy 1794 – Monostorapáti, 1874. december 7.) katolikus plébános.

## Élete
Misés pappá 1819-ben szenteltetett föl; azután 12 évig káplán, 1831-től gyömrői, 1848-tól fogva pedig monostorapáti plébános volt. 1860-ban tapolcai kerületi esperes lett. Elhunyt 84 éves korában végelgyengülésben.

## Munkái
Gazdasági cikkei a Magyar Gazdában (1843. A kerék- vagyis tarlórépa tavaszszal vetve igen silány termése esetében hiányzó olcsó tápszereket kipótolni, 1846. A belga lentermesztés).